# Чегем (город)
Чеге́м (кабард.-черк. Шэджэм, карач.-балк. Чегем) — город в Кабардино-Балкарской Республике Российской Федерации. Административный центр Чегемского района; образует городское поселение Чегем.

## География
Город находится в центральной части республики, на правом берегу реки Чегем, в 3 км к северу от Нальчика. Через город проходит федеральная автотрасса Кавказ (Р-217).
Площадь городского поселения составляет 73 км². Из них около 30 % составляют территории собственно города, более 70 % — пригородные территории.
Граничит с землями населённых пунктов: Чегем Второй на севере, Шалушка на юге, Яникой на юго-западе и Лечинкай на западе.
Город расположен в предгорной зоне республике, на юго-западной оконечности наклонной Кабардинской равнины. Рельеф представляет собой относительно ровные участки, с колебаниями амплитуды высот около 150 метров. Средняя высота города составляет 493 метра над уровнем моря.
Гидрографическая сеть представлена рекой Чегем и её мелкими притоками в пределах городского поселения. Имеются искусственные водоёмы для разведения рыбных хозяйств. Из-за залегания подземных вод близко к поверхности земли, город высоко обеспечен пресной питьевой водой.
Климат — умеренный. Среднегодовая температура воздуха составляет +9,5°С. Лето жаркое со средними температурами июля около +21,5°С. Зима прохладная, со средними температурами января −2,5°С и минимальные температуры редко снижаются ниже −10°С. Среднегодовое количество осадков в год составляет около 700 мм. Основное количество осадков выпадает в период с апреля по июнь.

## Этимология
Современное название города происходит от гидронима Чегем.

## История
На территории и окрестностях города отмечаются кабардинские (адыгские) могильники в форме насыпей курганов, относящихся к XV—XVI векам.
Современное поселение на территории города возникло в 1822 году, когда князья Кундетовы выделили на правом берегу реки Чегем участок своему помощнику Мамбетову Исламу, который впоследствии переселился в отведённую ему землю со своей семьёй. Новое поселение, как и принято было у кабардинцев, было названо в честь князей, владевших землёй — Кундетово (кабард.-черк. Къундетей). Со временем новый аул начал быстрыми темпами расти благодаря новым переселенцам из разных уголков тогдашней Кабарды.
В 1825 году с падением Кабарды и её присоединением к Российской империи многие жители Кундетово, как и других аулов Кабарды, не желая признавать над собой власть военной русской администрации, ушли за Кубань к другим адыгам, чтобы там продолжить войну.
В последующем население аула в очередной раз резко сократилось после окончания Кавказской войны и с окончательным присоединением всего Кавказа к Российской империи, когда в ходе мухаджирства многие кавказцы были высланы в другие мусульманские страны из-за нежелания присягать иноверному русскому царю.
В 1865 году в Кабарде была проведена Земельная реформа, в ходе которой к Кундетово были присоединены близлежащие аулы — Альтудоково (кабард.-черк. Алътудокъуей), Перхичево (кабард.-черк. Пэрхъышей) и Шогеново (кабард.-черк. Щоджэн хьэблэ).
В 1920 году с окончательным установлением советской власти в Кабарде, решением ревкома Нальчикского округа Кундетово, как и другие кабардинские поселения, было переименовано из-за присутствия в их названиях княжеских и дворянских фамилий. В результате село получило новое название — Чегем Первый.
Во время Великой Отечественной войны село около трёх месяцев было оккупировано немецкими войсками, нанёсшими большой урон хозяйству села. В начале 1943 года Чегем Первый одновременно с Нальчиком был освобождён от фашистских захватчиков. В память о погибших ныне в городе установлены несколько памятников.
До 1944 года Первый Чегемский сельсовет входил в состав Нальчикского района (до 1935 года Нальчикский округ) КБАССР. Затем передан в состав Чегемского района и избран его районным центром.
С 1957 года в селе начали селиться некоторые возвращающиеся из ссылки балкарцы, которые изъявляли желание осесть в предгорной зоне КБАССР.
В 1962 году Первый Чегемский сельсовет как и весь Чегемский район был включён в состав Баксанского района.
В 1965 году Чегемский район вновь выделен из состава Баксанского района в своих прежних границах.
В 1992 году Первый Чегемский сельсовет реорганизован и преобразован в сельское поселение Чегем I.
В 2000 году посёлок Чегем Первый получил статус города и название Чегем.

## Население
| 1959    | 1970    | 1979    | 1989    | 2000    | 2002    | 2003    | 2005    | 2006    |
| ------- | ------- | ------- | ------- | ------- | ------- | ------- | ------- | ------- |
| 4973    | ↗7551   | ↗9650   | ↗13 225 | ↗15 700 | ↗17 893 | ↗17 900 | ↗18 200 | ↗18 300 |
| 2007    | 2008    | 2009    | 2010    | 2011    | 2012    | 2013    | 2014    | 2015    |
| →18 300 | →18 300 | ↗18 305 | ↘18 019 | ↘18 000 | ↘17 887 | ↘17 819 | ↗17 820 | ↗17 875 |
| 2016    | 2017    | 2018    | 2019    | 2020    | 2021    | 2023    | 2024    | 2025    |
| ↗17 957 | ↗18 043 | ↗18 156 | ↗18 264 | ↗18 417 | ↗20 736 | ↗20 837 | ↗20 955 | ↗21 161 |

На 1 января 2025 года по численности населения город находился на 627-м месте из 1124 городов Российской Федерации.
Плотность — 289.88 чел./км2.
Национальный состав
По данным Всероссийской переписи населения 2010 года:
| Народ      | Численность, чел. | Доля от всего населения, % |
| ---------- | ----------------- | -------------------------- |
| кабардинцы | 14 131            | 78,4 %                     |
| балкарцы   | 2 870             | 15,9 %                     |
| русские    | 479               | 2,7 %                      |
| другие     | 367               | 2,0 %                      |
| не указали | 172               | 1,0 %                      |
| всего      | 18 019            | 100,0 %                    |

По итогам переписи населения 2020 года проживали следующие национальности (национальности менее 1 % и другое, см. в сноске к строке «Другие»):
| Национальность | Численность, чел. | Доля     |
| -------------- | ----------------- | -------- |
| Кабардинцы     | 16 199            | 78,12 %  |
| Балкарцы       | 3336              | 16,09 %  |
| Черкесы        | 415               | 2,00 %   |
| Русские        | 332               | 1,60 %   |
| Другие         | 454               | 2,19 %   |
| Итого          | 20 736            | 100,00 % |

Поло-возрастной состав
По данным Всероссийской переписи населения 2010 года:
| Возраст, лет | Численность, чел. | Доля от всего населения, % |
| ------------ | ----------------- | -------------------------- |
| 0 — 14       | 3 672             | 20,4 %                     |
| 15 — 59      | 12 330            | 68,4 %                     |
| от 60        | 2 017             | 11,2 %                     |
| Всего        | 18 019            | 100,0 %                    |

Средний возраст — 33,8 лет. Медианный возраст — 31,2 лет.
Мужчины — 8 743 чел. (48,5 %), женщины — 9 276 чел. (51,5 %)

## Органы местного самоуправления
Структуру органов местного самоуправления городского поселения составляют:
- Глава городского поселения Чегем — Губжоков Алим Борисович.
- Местная администрация (исполнительно-распорядительный орган) — администрация городского поселения Чегем.

Аппарат местной администрации городского поселения состоит из 11 человек.
- Представительный орган — Совет местного самоуправления городского поселения Чегем. Состоит из 15 депутатов.

## Религия
Большинство населения города составляют мусульмане суннитского толка. Как и в целом по республике, мусульмане Чегема придерживаются ханафитской правовой школы ислама.
На территории города функционируют три мечети:
- МРМО Верхней части г. Чегем — ул. Ленина, 171.
- МРМО Нижней части г. Чегем — ул. Ленина, 42.
- МРМО «им. Абу Ханифы» Средней части г. Чегем — ул. Ленина, б/н.

## Образование
- Гимназия № 1 — ул. Свободы, 104.
- Средняя школа № 1 — ул. Баксанское шоссе, 1.
- Средняя школа № 2 — ул. Свободы, 160.
- Средняя школа № 3 — ул. Баксанское шоссе, 53.
- Средняя школа № 4 — ул. Набережная, 6.
- Средняя школа №5 — ул. Кабардинская, 103.
- Начальная школа Детский сад № 1
- Начальная школа Детский сад № 2
- Начальная школа Детский сад № 3
- Начальная школа Детский сад № 4
- Начальная школа Детский сад № 5

## Экономика
В городе в основном развиты сфера сбыта и услуг. Быстро развиваются малый и средний бизнес. За последние годы сильно возросла площадь, отведённая для разведения фруктовых деревьев и тепличных комплексов.
Наиболее крупными предприятиями города являются:
- ООО Тепличный комплекс «Чегем» — один из крупнейших тепличных комплексов Северного Кавказа.
- ООО «Астерра»
- ООО «Камад»
- ООО «Чегемвинпищепром»
- ООО «Борэн»
- ООО «Кариста»

## Здравоохранение
- Центральная районная больница
- Районная поликлиника
- Районный стоматологический центр

## Культура и достопримечательности
- Городской ДК
- Дворец спорта
- Районный историко-краеведческий музей
- Районная газета «Голос Чегема»
- Центры национальных танцев
- Памятник-мемориал погибшим воинам
- Барельеф Владимира Ильича Ленина
- Мемориальный Дом-музей Кайсына Шуваевича Кулиева
- Памятник поэтам Алиму Кешокову и Кайсыну Кулиеву

Общественно-политические организации:
- Адыгэ Хасэ
- Совет ветеранов Великой Отечественной войны
- Совет ветеранов Органов Внутренних Дел и вооружённых сил
- Совет ветеранов труда
- Совет горянок

## Транспорт
Город связан с Нальчиком регулярными маршрутными рейсами. Общественный транспорт представлен малотоннажными автомобилями — газель. Общественный транспорт ездит по маршрутам:
- Ленина (верхняя) — Нальчик,
- Ленина (нижняя) — Набережная — Нальчик,
- Районная больница — Нальчик,
- Октябрьская (верхняя) — Нальчик,
- Октябрьская (нижняя) — Нальчик.

## Известные уроженцы
Родившиеся в Чегеме: